# Folkets Ven
Folkets Ven er en dansk stumfilm fra 1918, der er instrueret af Holger-Madsen efter manuskript af Sophus Michaëlis og Ole Olsen.
Filmen er et politisk drama med baggrund i første verdenskrig. Gnisten, der antændte krigen, var attentatet på den østrigske tronfølger i 1914, og anarkister og terrorister var et sprængfarligt emne i tiden, der blev forstærket af frygten for at den russiske revolution skulle brede sig.

## Handling
Tre brødre ønsker samfundsforandringer, men vælger hver deres middel. Smeden Waldo ønsker revolution. Den svage krøbling, urmageren Kurt, forsøger at skyde landets statsminister, mens typografen Ernst tror på, at forandringerne i samfundet skal komme ad demokratisk vej.

## Medvirkende
- Gunnar Tolnæs - Ernst Kamp, typograf
- Svend Kornbeck - Waldo Kamp, smed
- Holger-Madsen - Kurt Kamp, urmager
- Clara Schønfeld - Kamp-brødrenes mor
- Astrid Holm - Jonna, Waldo Kamps hustru
- Carl Lauritzen - Premierminister Truchs
- Lilly Jacobsson - Irene, premierministerens datter
- Frederik Jacobsen - Redaktør Wender
- Adolf Jensen - Redaktør Hilling